# راس الحرف (الرضمة)

تعديل مصدري - تعديل

راس الحرف محلة تابعة لقرية كوله باحاج، التابعة لعزلة حارث الحيدرى بمديرية الرضمة إحدى مديريات محافظة إب في الجمهورية اليمنية.، بلغ تعداد سكانها 44 حسب تعداد اليمن لعام 2004.